# ビューティー・インサイド
『ビューティー・インサイド』（原題: 뷰티 인사이드）は、2015年公開の韓国映画。毎日目覚めるたびに体が変わる男を描いたラブストーリー。これまでコマーシャルを作成してきたペク・ジョンヨルの映画監督デビュー作で、主演はハン・ヒョジュ。日本では2016年1月22日に公開。
原案はインテルと東芝の合作で制作された約40分のソーシャル・フィルム「The Beauty Inside」で、この作品は2013年のカンヌ国際広告祭グランプリを受賞している。
このフィルムでの主人公の名前は「アレックス」で、映画において主人公ウジンの製作する家具のブランド名も「アレックス」となっている。
子供から老人、男性・女性問わず毎日変化するという設定のウジン役は、ごくわずかしか映らない者も含めて映画では123人によって演じられた。

## ストーリー
ウジンは18歳の誕生日の朝目覚めると、まったくの別人になっていた。しかもその日以来、寝て起きるたびに性別、年齢、容姿、人種から使う言語まですべてが変わるようになってしまった。原因も対策もわからず、人と継続した関係を築くこともできず、ネット販売のみの家具職人の道に進む。人前に出られないわけではないが、ウジン自身として付き合えるのは彼の事情を知る母と親友のサンベクだけだった。
29歳になったウジンはある時家具店を訪れ、そこで働く美しい女性イスに一目惚れしてしまう。毎日初めての客を装って店に通い、気持ちを募らせたウジンは、彼女に好印象を持ってもらえる容姿になる日を待って食事に誘う。それから3日間睡眠を取らず、同じ姿でイスとデートを重ねることができたウジンだが、眠らずにいられたのはそこまでだった。
イスと連絡を断ったものの想いを絶ち切れないウジンは、イスとアイデアを語り合った家具を作り、イスの勤める店に納める。そんなウジンをイスが訪ねてくる。異国の女性の姿だったウジンはイスにすべてを打ち明け、半信半疑のイスも、眠りから覚めてまた別の人物に変わったウジンを見て真実だと受け入れる。ウジンと秘密を共有したイスは、毎日異なるウジンとの逢瀬を楽しんでいるように見えたが、一夜明けると自分の恋人が誰かもわからなくなるという日々に少しずつ心を疲弊させていっていた。ついにある日イスは倒れてしまい、ウジンもようやくイスの苦しみに気づく。しかも同じ苦しみを、かつて父と恋に落ちた母も味わい、父はその後行方知れずになったと聞かされ、ウジンはイスに別れを告げる。
ウジンのいない日常に戻ったイスだが、10か月が経ってもウジンへの想いを忘れることはできなかった。やがて、世間の目や恋人が毎日見知らぬ人という不安より、ウジンを失う悲しみのほうが大きいとイスは悟る。ウジンとともに生きていこうと決意したイスは、1人で外国で暮らすウジンのもとへ向かい、ウジンにプロポーズする。またその頃、ウジンの母のもとにもある人物が訪れていた。

## キャスト
※括弧内は日本語吹替
- ホン・イス - ハン・ヒョジュ（坂本真綾）
- キム・ウジン - キム・デミョン
- キム・ウジン - ト・ジハン
- キム・ウジン - ペ・ソンウ
- キム・ウジン - パク・シネ
- キム・ウジン - イ・ボムス
- キム・ウジン - パク・ソジュン（櫻井トオル）
- キム・ウジン - キム・サンホ
- キム・ウジン - チョン・ウヒ
- キム・ウジン - イ・ジェジュン（朝鮮語版）
- キム・ウジン - ホン・ダミ
- キム・ウジン -  チョ・ダラン（朝鮮語版）
- キム・ウジン - イ・ジヌク（櫻井トオル）
- キム・ウジン - キム・ミンジェ（朝鮮語版）
- キム・ウジン - ソ・ガンジュン
- キム・ウジン - キム・ヒウォン（朝鮮語版）
- キム・ウジン - イ・ドンウク
- キム・ウジン - コ・アソン
- キム・ウジン - イ・ヒョヌ
- キム・ウジン - キム・ジュヒョク
- キム・ウジン - ユ・ヨンソク
- キム・ウジン - 上野樹里
- キム・ウジン - イ・スンチャン
- キム・ウジン - グォン・キハ
- サンベク - イ・ドンフィ（田邉安彦）
- ウジンの母 - ムン・スク

## 受賞
- 2015年
  - 第36回青龍映画賞: 編集賞（ヤン・ジンモ）
  - 第52回大鐘賞: 新人監督賞（ペク・ジョンヨル）

## 参考映像
- “33. INTEL + TOSHIBA "The Beauty Inside"”. YouTube. CannesPredictions (2013年6月7日). 2024年6月7日閲覧。